# 艾赛亚·鲍曼
艾赛亚·鲍曼（英語：Isaiah Bowman，1878年12月26日—1950年1月6日）是一位美国地理学家，曾任美国地理学会会长（1915--1935）、国际地理联合会主席、美国约翰·霍普金斯大学校长。

## 生平
曾在1919年巴黎和会上担任美国总统伍德罗·威尔逊的首席国家疆域领土方面的顾问。早年研究自然地理，三次领导和参加南美洲安第斯山区的地理考察，后转攻人文地理学，偏重政治地理中的疆界问题，并从事地理学方法论等问题的研究。主要论著有《森林水文学》（Forest Physiography ，1911）、《秘鲁南部安第斯山》（The Andes of Southern Peru，1916）、《战后新世界》（The New World-Problems in Political Geography，1921）等。